# La Maison de la peste
La Maison de la peste — The Plague Court Murders dans l'édition originale américaine — est un roman policier américain de John Dickson Carr publié en 1934, sous le pseudonyme de Carter Dickson. C'est le 1er roman de la série mettant en scène le personnage de Sir Henry Merrivale. 
Le roman met en scène une énigme en chambre close dans laquelle un homme s'est enfermé pendant plusieurs heures dans un local clos. La porte et les fenêtres sont closes, et il n'y a qu'un petit trou d'aération. On le découvre mort, la peau perforé par ce qui semble être un coup de poignard. Apparemment personne n'est entré dans la pièce durant ce temps là. Qui l'a tué ? Pourquoi ? Comment ? Le mystère se complique quand son assistant, un « médium débutant », est retrouvé assassiné dans la maison de la première victime. Henry Merrivale mène l'enquête.

## Personnages
- Les victimes
  - Roger Darworth : exorciste.
  - Joseph Dennis : médium débutant, petit, effacé et mutique.

- Les enquêteurs
  - Sir Henry Merrivale
  - Humphrey Masters : inspecteur-chef à Scotland Yard
  - Bert MacDonnell : policier

- Les témoins et suspects
  - Dean Halliday : actuel propriétaire de la Maison de la peste.
  - Lady Anne Benning : sa tante.
  - Marion Latimer : sa petite amie.
  - Ted Latimer : frère de Marion Latimer.
  - Kenwood (« Ken ») Blake : avocat ; ancien membre des Services Secrets.
  - William Featherton : ami de la famille Halliday.

## Résumé
Le roman comporte 21 chapitres.
Le récit est narré par le « capitaine Blake, ami et confident de sir Henry Merrivale ».

### Mise en place de l'intrigue
Sinistre bâtisse sise au fond d'une impasse à Londres, la « Maison de la peste » a la triste réputation d'être hantée par le spectre d'un bourreau du XVIIe siècle, mort en maudissant le propriétaire des lieux pendant l'épidémie de peste de 1665.
En 1930, la demeure conserve toujours ce lourd héritage. Aussi, après le récent suicide de son frère James Halliday, l'actuel propriétaire Dean Halliday se laisse convaincre pas sa vieille tante, l'excentrique lady Benning, de procéder à l'exorcisme de la maison. Lady Benning contacte un certain Roger Darworth, à la vague réputation de charlatan, qui répond favorablement à la requête.  
Un soir de septembre 1930, l'exorciste s'enferme à double tour dans un petit pavillon de pierre au centre de la cour, pendant que la famille Halliday et leurs invités se réunissent dans la bibliothèque pour former un cercle magique afin de prêter main-forte au mage dans sa lutte contre les forces du Mal. Se sont joints à eux Kenwood Blake, un ancien membre des Services Secrets, et l'inspecteur-chef Masters de Scotland Yard. 
Darthworth, sans afficher l'ombre d'une crainte, a néanmoins déposé pour sa sécurité une cloche d'appel devant le pavillon. Or, à minuit, elle se met à sonner à toute volée. On se précipite dans la cour et, après avoir enfoncé la porte, seul accès à ce bâtiment parfaitement clos, on découvre le cadavre ensanglanté du médium, la peau perforé par ce qui semble être un coup de poignard. On retrouve d'ailleurs un poignard dans le local. Non seulement la victime était recluse dans le local, mais au surplus ce dernier était entouré d'une bande de terre qui était rendue boueuse en raison de la pluie : aucune trace de pas ne macule les environs du local. L'inspecteur-chef de Scotland Yard, Humphrey Masters, décide de mener l'enquête. Mais il peine à résoudre l'énigme et doit faire appel à son ami sir Henry Merrivale pour démêler l'écheveau.

### Enquête
L'enquête débute d'autant plus mal que Ted Latimer, le frère de Marion Latimer (petite amie de Dean Halliday) a quitté les lieux le soir du drame et qu'il est introuvable. Les soupçons de Humphrey Masters se dirigent à son encontre.
C'est alors que Joseph Dennis, le médium assistant, est à son tour assassiné dans la maison de Roger Darworth : après avoir été chloroformé, il a été poignardé, et son corps, arrosé d'essence et désormais méconnaissable, a été inséré dans la chaudière du chauffage central !
Avant même qu'il ne s'enferme dans le local clos, Roger Darworth avait été terrifié par un message reçu et qui affirmait : « Je sais où Elsie Fenwick a été enterrée ». Sir Henry Merrivale tente d'en savoir plus sur Roger Darworth, et spécialement sa vie privée. On apprend que Roger Darworth avait été marié une dizaine d'années auparavant avec Elsie Fenwick et que celle-ci avait mystérieusement disparu. Darworth s'était remarié quelques années après avec une femme dénommée Glenda Watson, dont on ignore ce qu'elle est devenue.

### Dénouement et révélations finales
Merrivale dévoile des faits inattendus. Le médium Joseph Dennis, petit, effacé et mutique, n'était autre que Glenda Watson qui s'était grimée ! C'est elle qui a tué son mari. Elle s'est postée à une dizaine de mètres du local, en montant sur un petit arbre, et a lancé avec une sarbacane un projectile fait de sel. Darworth a reçu ce projectile et en est mort. Par la suite le sel a fondu. C'est Darworth lui-même qui avait pris le poignard dans le local.
Puis Glenda a tué Ted Latimer. Elle a brûlé le cadavre de Latimer chez Darworth, le faisant passer pour Joseph Dennis et faisant porter les soupçons sur un Ted Latimer introuvable. Elle a ensuite pris la fuite.

## Éditions
Éditions originales en anglais
- (en) Carter Dickson, The Plague Court Murders, New York, Morrow, 1934 — édition originale américaine.
- (en) Carter Dickson, The Plague Court Murders, Londres, Heinemann, 1935 — édition originale britannique.

Éditions françaises
- (fr) Carter Dickson (auteur) et Jacqueline Halmos (traducteur), La Maison de la peste [« The Plague Court Murders »], Paris, Hachette, coll. « L'Énigme », 1949, 256 p. (BNF 31909880)
- (fr) John Dickson Carr (auteur) et Jacqueline Halmos (traducteur) (trad. de l'anglais), La Maison de la peste [« The Plague Court Murders »], Paris, Librairie des Champs-Élysées, coll. « Le Masque no 2087 », 1992, 319 p. (ISBN 2-7024-2233-0, BNF 35516201)  La collection Le Masque publie la traduction originale dans une version revue et complétée.
- (fr) John Dickson Carr (auteur) et Jacqueline Halmos (traducteur) (trad. de l'anglais), La Maison de la peste [« The Plague Court Murders »], « in » J.D. Carr, vol. 3 - Sir Henry Merrivale (1934-1937), Paris, Librairie des Champs-Élysées, coll. « Les Intégrales du Masque. », 1993, 1084 p. (ISBN 2-7024-2338-8, BNF 35585342) Ce volume omnibus réunit les romans suivants : La Maison de la peste, La Mort dans le miroir, La Maison du bourreau, Les Meurtres de la licorne, Arsenic et Boutons de manchette

## Source bibliographique
- Roland Lacourbe, John Dickson Carr : scribe du miracle. Inventaire d'une œuvre, Amiens, Encrage, 1997, p. 73.